# Veikko Huhtanen
Veikko Huhtanen (Vyborg, Rússia, 5 de juny de 1919 - Hèlsinki, Finlàndia 29 de gener de 1976) fou un gimnasta artístic finlandès, guanyador de cinc medalles olímpiques. Va participar, als 29 anys, en els Jocs Olímpics d'Estiu de 1948 celebrats a Londres (Regne Unit), on va aconseguir esdevenir l'esportista més guardonat dels Jocs amb cinc metalls. Guanyà la medalla d'or en el concurs complet individual i per equips, així com en el cavall amb arcs, en aquesta prova empatat amb els seus compatriotes Paavo Aaltonen i Heikki Savolainen; la medalla de plata en la prova de barres paral·leles i la medalla de bronze en la prova de barra fixa. Així mateix finalitzà sisè en la prova de salt sobre cavall com a resultat més destacat. Al llarg de la seva carrera guanyà dues medalles en el Campionat del Món de gimnàstica artística, totes dues de plata.